# Хеннесси, Терри
Уильям Терренс «Терри» Хеннесси (англ. William Terrence "Terry" Hennessey; 1 сентября 1942, Ллаай, Рексем — 8 августа 2025) — валлийский футболист, который провёл 39 матчей за сборную Уэльса. Он выступал на позиции защитника и сыграл 400 матчей в Футбольной лиге Англии в 1960-х и 1970-х годах за «Бирмингем Сити», «Ноттингем Форест» и «Дерби Каунти».
После того как Хеннеси закончил свою карьеру, он тренировал несколько клубов, в том числе «Талса Рафнекс» из Североамериканской футбольной лиги, который привёл к чемпионству в 1983 году.

## Клубная карьера
Он пришёл в «Бирмингем Сити» ещё совсем юным, а в итоге сыграл 178 матчей лиги за команду, а также выиграл вместе с ней в сезоне 1962/63 Кубок Английской лиги.
В ноябре 1965 года он был переведён в «Ноттингем Форест» и стал их капитаном. Он перешёл из Форест в «Дерби Каути» в феврале 1970 года за плату в размере £ 100000. Его роль на поле была весьма разнообразной. За свою карьеру Хеннесси сыграл в общей сложности в 400 матчах, а также выходил на поле в составе сборной Уэльса 39 раз.

## Тренерская карьера
Хеннесси был вынужден уйти в отставку в конце сезона 1972/73 и сразу стал заниматься тренерской деятельностью. После вступления в должность (второй раз) помощника тренера «Талса Рафнекс» в 1980 году он сам стал тренером в середине сезона 1981 года, заменив Чарли Митчелла.
В 1983 году под руководством Хеннесси «Рафнекс» стали чемпионами NASL, выиграв последний Соккер Боул лиги со счётом 2:0 против «Торонто Близзард». Тем не менее, финансовая нестабильность команды вынудила его уйти в отставку после окончания сезона.
Умер 8 августа 2025 года в возрасте 82 лет.